# Novalena intermedia
Novalena intermedia is een spinnensoort in de taxonomische indeling van de trechterspinnen (Agelenidae).
Het dier behoort tot het geslacht Novalena. De wetenschappelijke naam van de soort werd voor het eerst geldig gepubliceerd in 1930 door Ralph Vary Chamberlin  & Willis J. Gertsch.